# Pericle Papahagi
Pericle Papahagi (n. 20 octombrie 1872, Avdella, Imperiul Otoman – d. 20 ianuarie 1943, Silistra, Regatul Bulgariei) a fost un lingvist, filolog și folclorist român de origine aromână (macedoromână), un neobosit culegător de folclor și cercetător în domeniul aromânei, editor al celor mai vechi texte aromânești.

## Biografie
Clasele primare le-a făcut în comuna natală, Avdela, iar cursul secundar în Bitolia. În 1891 devine student la Facultatea de Litere a Universității din București. Începând din 1905, face studii de specializare la Leipzig, cu filologul Gustav Weigand, luându-și doctoratul în litere în 1908.
Între 1895 și 1898 este profesor la liceul român din Bitolia (și pentru un an și 8 luni directorul liceului), ulterior funcționând la școli secundare din Salonic, Giurgiu, precum și la Silistra, unde obține titularizarea și este director. În 1916 devine membru corespondent al Academiei Române. În Silistra se află un muzeu care îi poartă numele.
Pericle vine dintr-o familie de aromâni oieri din Avdela Pindului și a avut mai multi frați și surori. Sora lui, Anastasia, s-a căsătorit cu Sterie G. Ciumetti, inginer de poduri și șosele. Mama lui Pericle, Despina (Despa) Caragiani (măritată Papahagi) a fost soră cu junimistul Ioan D. Caragiani și cu Alexandru Caragiani, tatăl primei femei românce pilot, Elena Caragiani-Stoienescu.
S-a căsătorit cu Marica Magiari, sora traducătorului Mihail Magiari și a baritonului Grigore Magiari - cel care a înființat grupul de operă din Iași. Pericle și Marica au avut mai mulți copii, dintre care s-au ridicat numai trei: Teja Papahagi - cunoscut ca Directorul Spitalului din comuna Domnești, Argeș, Elena Demmer (Dumitrescu) - doctor hematolog, și Despina Andreescu - colecționar de artă. Cele doua fete s-au stabilit în Germania.

## Activitate filologică
Debutează în 1892, cu Cântece de leagăn la macedoromâni, în „Revista nouă" a lui B.P. Hasdeu. Editează revista „Dunărea" (1923) și colaborează la „Analele Academiei Române", „Analele Dobrogei", „Arhiva", „Convorbiri literare", „Frățil'ia", „Grai bun", „Grai și suflet", „Jahresbericht des Instituts für Rumänische Sprache zu Leipzig", „Peninsula Balcanică", „Revue historique du sud-est europeen", „Vieața nouă", „Viața românească", „Byzantion", Revistă armânească
(una dintre cele mai semnificative publicații ale aromânilor, unde publica studii), etc. A mai semnat și P.N. Papahagi-Varduna, P.P. Varduna.
Personalitate a filologiei române, cu o „operă vastă, care ocupă o poziție de neschimbat în istoria culturii aromânești" (Matilda Caragiu Marioțeanu,care il considera ca unul din dascălii ei), autor al unor impunătoare tomuri, precum "Românii din Meglenia" (1900) și "Meglenoromânii" (I-II, 1902), Papahagi este, totodată, autor al unor contribuții fundamentale la cunoașterea folclorului aromân: "Din literatura poporană a aromânilor" (1900) și "Basme aromâne" (1905). În prima, bogatul sumar cuprinde folclorul copiilor, medicină populară, ghicitori, proverbe, colinde, obiceiuri (paparude, Lăzărelul, Sânziene), lirică de dragoste, bocete, toate textele fiind date în aromână și dacoromână. Capitolele sunt precedate de scurte comentarii, de referințe la contribuții românești și străine pe aceeași temă; la jocurile copiilor sunt amintite studiile lui Karl Groos și Edward Tylor, la medicina populară sunt menționați Thuchmann, Solomon Reinach, iar dintre români - Costache Vârnav, B.P. Hașdeu și D. Lupașcu.
Din literatura poporană a aromânilor, București, 1900 este un volum de literatură populară conținând un număr apreciabil de proverbe, zicători, ghicitori, colinde, balade și un bogat capitol consacrat medicinei populare, jocurilor de copii, obiceiurilor etc. Din literatura poporană a aromânilor este prima contribuție științifică la cunoașterea folclorului aromân, depășind încercările modeste ale unor Tașcu Iliescu, Vanghele Petrescu, M.G. Obedenaru, I.D. Caragiani. „Această operă - spune Gr. G. Tocilescu - ca și celelalte scrieri asupra folclorului aromân datorate d-sale, întrunesc strict toate condițiunile cerute, sunt dezbrăcate cu totul de orice tendințe și considerațiuni patriotice rău înțelese, neurmărind decât adevărul, singurul în stare a contribui la limpezirea multor probleme relative la istoria limbilor romanice în genere, care au întreținut și cimentat și mai mult dragostea pentru folclor."
Cealaltă contribuție de seamă a lui Papahagi, Basme aromâne, a surprins „duhul aromânilor" atât în substanța sa spirituală, cât și originalitatea graiului, reprodus cu „deplină scrupulozitate”, culegerea efectuându-se sistematic, iar colecționarul străduindu-se să nu altereze nimic. Nu l-a preocupat frumusețea textelor și de aceea nu i-a evitat pe povestitorii mediocri, fiind convins că și textele de la aceștia vor servi etnografului.
Pericle Papahagi a reeditat lucrările lui Cavallioti, Ucuta și Daniil. În volumul "Scriitori aromâni în secolul al XVIII" (1909), spre a face cunoscută activitatea învățătorilor aromâni înaintași, Papahagi a reeditat vocabularul trilingv al lui Theodor Anastasie Cavallioti (Veneția, 1770), "Lexiconul în patru limbi" al lui Daniil Moscopoleanul (Veneția, 1794-1802) și "Noua pedagogie" a lui Constantin Ucuta (Viena, 1797), retranscrise în grecește și transliterate în alfabet latin. De asemenea, a reeditat și publicat, cu un bogat comentariu, Gramatica română sau macedo-română (Viena, 1813) a lui Mihail G. Boiagi. A îngrijit Studii istorice asupra Peninsulei Balcanice de Ioan D. Caragiani. Aceste lucrări, devenite rare, sunt veritabile monumente de limbă, de importanță capitală pentru filologia și lingvistica românească.
S-a preocupat, mai cu seamă, de istoria, geografia, etnografia și folclorul macedoromânilor. Și-a extins cercetările și asupra meglenoromânilor. A fost preocupat de toponimele balcanice și de relațiile culturale aromânești. Deosebit de interesante rămân în literatura de specialitate numeroasele sale etimologii. Sub egida Academiei Române, a publicat cel mai bogat material folcloric cules din aproape toate provinciile locuite de aromâni.
Pericle Papahagi a fost printre cei care au studiat dialectul aromân alături de alți cercetatori ai filologiei romanice, români sau străini, cum sunt St. Mihaileanu, Gh. Murnu, O. Densusianu, Al. Phillippide, Tache Papahagi, Theodor Burada, Nicolae Saramandu, Chirata Iorgoveanu și mulți alții. Aceștia au ajuns la concluzia că aromânii își păstrează limba, muzica, obiceiurile, trasăturile fizice și morale, însă contactul cu popoarele în mijlocul cărora trăiesc a produs o serie de inevitabile transformări.

## Lucrari publicate

### Opera
- Meglenoromânii. Studiu etnografico-filologic, Vol.I și Vol.II, București (1902)
- Graie aromâne (1905)
- Cestiunea aromână, Brașov, 1906
- Scriitori aromâni din sec. XVIII (1909)
- Parallele Ausdrucke und Redensarten in Rumanischen, Albanesischen, Neugriechischen und Bulgarischen, Leipzig (1908)
- Aromânii din punct de vedere istoric-cultural, București (1912)
- Din trecutul cultural al aromânilor, București (1912)
- Poezia înstrăinării la aromâni, București (1912)
- Numiri etnice la aromâni, București (1925)
- Urme românești în toponimia Peninsulei Balcanice (1925)
- Macedoromânii sau aromânii (1927)

### Antologii
- Jocuri copilărești, București (1893)
- Din literatura poporană a aromânilor, prefață de Gr. Tocilescu, București (1900)
- Românii din Meglenia. Texte și glosar (1900)
- Basme aromâne și glosar, București (1905)
- Vânătorul cel viteaz și Frumoasa Pământului, transpunere în dacoromână de Mihail Magiari, București (1977).

### Ediții
- Scriitori aromâni în secolul al XVIII, București (1909)
- Ioan D. Caragiani, Studii istorice asupra românilor din Peninsula Balcanică, I-II, prefața editorului, București (1929-1941)

## Activitate numismatică
În perioada interbelică Pericle Papahagi a format o importantă colecție de monezi din Zona Durostorului (anticul municipiu roman Durostorum, oraș-port cu cetate in tot Evul mediu), moment în care Dârstorul (Silistra) unde locuia aparținea României si unde exista o zonă arheologică bogată. Dânsul a dat mare parte din această colecție Muzeului Arheologic din Constanța.

## Afilieri
- Membru corespondent al Academiei Române (26 mai 1916)[9]